# Akademie der Bildenden Künste München
Akademie der Bildenden Künste München er et kunstakademi i München, Tyskland, grundlagt i 1808 som efterfølger til en tegneskole Zeichnungs Schule respective Maler- und Bildhauerakademie fra 1770 oprettet af kurfyrste Maximilian 3. af Bayern (†1777).
Den ældre af de nuværende bygninger er tegnet af Gottfried von Neureuther og opført 1876-1885 som et trefløjet kompleks af bygninger i gründerzeit-stil. På akademiets facader anvendte Neureuther pilastre for yderligere at strukturere vægfladerne. Trappen med bronzefigurerne Castor og Pollux er af Max von Widnmann. En aula-tilbygning af Friedrich von Thiersch blev tilføjet i 1911-1912 .
Efter ødelæggelserne under 2. verdenskrig blev akademiet i 1950'erne restaureret af den tyske arkitekt Sep Ruf. I forbindelse med den omfattende renovering blev også haven genoprettet, da den var under monumentbeskyttelse (ty. Denkmalschutz), og der blev opført en bolig- og studiebygning.
2005 blev akademiet udvidet med en bygning af det østrigske arkitektfirma Coop Himmelb(l)au som er kendt for at arbejde i dekonstruktivist stil. Den rummer blandt andet dele af administrationen og værksteder for arbejde med kunststofmaterialer, skulptur, fotografi, serigrafi og multimedia.
Man dyrkede i 1800-tallet især historiemaleriet, og nogle af akademiets kunstnere kan ses omtalt som hørende til München-skolen eller Münchener-skolen.
Af malere med tilknytning til akademiet kan nævnes Carl von Piloty, Wilhelm von Kaulbach, Johan Christoffer Boklund, Wilhelm von Diez, Hermann Kaulbach, Gabriel von Max, Franz von Stuck.
| - Nyere tilbygning fra 2005 med bl.a. administration og værksteder - Samme bygning fra 2005 af Coop Himmelb(l)au - AkademieGalerie. Udstillingsrum for studerende på U-Bahnhof Universität. |